# 华中铁角蕨
华中铁角蕨（学名：Asplenium sarelii），为铁角蕨科铁角蕨属下的一个植物种。